# Historia zakonnicy
Historia zakonnicy (ang. The Nun's Story) – amerykański film dramatyczny z 1959 roku w reżyserii Freda Zinnemanna z Audrey Hepburn w roli głównej.

## Obsada
- Audrey Hepburn – siostra Łucja (Gabrielle van der Mal)
- Peter Finch – dr Fortunati
- Edith Evans – matka przełożona Emmanuel
- Peggy Ashcroft – matka Matylda
- Dean Jagger – dr Van Der Mal
- Mildred Dunnock – siostra Margharita
- Beatrice Straight – matka Krzysztofa
- Patricia Collinge – siostra Williama
- Rosalie Crutchley – siostra Eleonora
- Ruth White – matka Marcela
- Barbara O’Neil – siostra Katarzyna
- Margaret Phillips – siostra Paulina
- Patricia Bosworth – Simone
- Colleen Dewhurst – archanioł Gabriel

## Fabuła
Film jest ekranizacją powieści  autorstwa Kathryn Hulme o tym samym tytule z 1956. Opowiada historię życia siostry Łucji (w tej roli Audrey Hepburn) – młodej Belgijki (córki lekarza), która postanawia wstąpić do zakonu, czyniąc w związku z tym wiele poświęceń, jakkolwiek wkrótce po rozpoczęciu II wojny światowej postanawia, że nie może pozostać neutralna w obliczu nikczemności hitlerowskich Niemiec. Książka, na kanwie której zrealizowano film, powstała na podstawie życia Marie Louise Habets – belgijskiej pielęgniarki, która również przez pewien okres swojego życia była zakonnicą.
Wiele ujęć powstało w Belgijskim Kongo, gdzie siostrze Łucji asystuje dr Fortunati (w tej roli wystąpił Peter Finch) w udzielaniu pomocy trędowatym.   

## Głosy krytyków
O filmie napisano:

Jedno z niewielu niekwestionowanych arcydzieł filmowych, których tematem jest życie sióstr zakonnych. (...) Nie ma chyba w kinematografii światowej (a już na pewno amerykańskiej) drugiego filmu, który by z taką powagą i jednocześnie szlachetną prostotą ukazał wzniosłość, a zarazem dramat bycia zakonnicą. Finał, w którym Gabrielle w cywilnym stroju opuszcza klasztor, jest jedną z najpiękniejszych i budzących głęboką refleksję scen w historii kinematografii.

## Nagrody
Film otrzymał nominacje do Nagrody Akademii Filmowej w następujących kategoriach: najlepszy film roku (producent Henry Blanke), najlepsza aktorka pierwszoplanowa (Audrey Hepburn), najlepsze zdjęcia barwne (Franz Planer), najlepsza reżyseria (Fred Zinnemann), najlepszy montaż (Walter Thompson), najlepsza muzyka filmowa (Franz Waxman), najlepszy scenariusz adaptowany (Robert Anderson) oraz najlepszy dźwięk.